# Paraneetroplus
Paraneetroplus és un gènere de peixos pertanyent a la família dels cíclids.

## Distribució geogràfica
Es troba a Centreamèrica.

## Taxonomia
- Paraneetroplus bulleri (Regan, 1905)[3]
- Paraneetroplus gibbiceps (Steindachner, 1864)[4]
- Paraneetroplus nebuliferus (Günther, 1860)[5][6][7][8][9][10][11]